# Marcin Leśnowolski (zm. 1593)
Marcin Leśnowolski herbu Pierzchała (zm. 17 stycznia 1593 roku) – kasztelan podlaski w latach 1581–1593, starosta zatorski w 1588 roku, członek dworu Zygmunta III Wazy w 1590 roku.
Syn Jakuba Leśnowolskiego, kasztelana warszawskiego.
Żonaty z Anną Oborską, miał z nią synów Pawła i Marcina oraz córkę Annę, żonę Zygmunta Ferdynanda Gostomskiego.
W 1587 roku podpisał reces, sankcjonujący wybór Zygmunta III Wazy.
W kaplicy Św. Walentego w kościele Mariackim w Krakowie wystawiony jest jego monumentalny pomnik nagrobny.